# Saint-Denis-le-Thiboult
Saint-Denis-le-Thiboult és un municipi francès situat al departament del Sena Marítim i a la regió de Normandia. L'any 2007 tenia 506 habitants.

## Demografia

### Població
El 2007 la població de fet de Saint-Denis-le-Thiboult era de 506 persones. Hi havia 180 famílies de les quals 32 eren unipersonals (12 homes vivint sols i 20 dones vivint soles), 64 parelles sense fills, 64 parelles amb fills i 20 famílies monoparentals amb fills.
La població ha evolucionat segons el següent gràfic:
Habitants censats

### Habitatges
El 2007 hi havia 218 habitatges, 188 eren l'habitatge principal de la família, 22 eren segones residències i 8 estaven desocupats. 215 eren cases i 2 eren apartaments. Dels 188 habitatges principals, 164 estaven ocupats pels seus propietaris, 19 estaven llogats i ocupats pels llogaters i 5 estaven cedits a títol gratuït; 1 tenia una cambra, 7 en tenien dues, 16 en tenien tres, 45 en tenien quatre i 119 en tenien cinc o més. 164 habitatges disposaven pel capbaix d'una plaça de pàrquing. A 61 habitatges hi havia un automòbil i a 121 n'hi havia dos o més.

### Piràmide de població
La piràmide de població per edats i sexe el 2009 era:
| Homes | Edats   | Dones |
| ----- | ------- | ----- |
| 0     | 95 o +  | 4     |
| 0     | 90 a 94 | 4     |
| 4     | 85 a 89 | 0     |
| 0     | 80 a 84 | 4     |
| 4     | 75 a 79 | 4     |
| 8     | 70 a 74 | 8     |
| 0     | 65 a 69 | 8     |
| 20    | 60 a 64 | 12    |
| 8     | 55 a 59 | 8     |
| 16    | 50 a 54 | 28    |
| 20    | 45 a 49 | 12    |
| 24    | 40 a 44 | 28    |
| 28    | 35 a 39 | 28    |
| 12    | 30 a 34 | 12    |
| 8     | 25 a 29 | 20    |
| 24    | 20 a 24 | 12    |
| 16    | 15 a 19 | 28    |
| 16    | 10 a 14 | 20    |
| 16    | 5 a 9   | 4     |
| 24    | 0 a 4   | 8     |

## Economia
El 2007 la població en edat de treballar era de 348 persones, 268 eren actives i 80 eren inactives. De les 268 persones actives 248 estaven ocupades (138 homes i 110 dones) i 20 estaven aturades (11 homes i 9 dones). De les 80 persones inactives 29 estaven jubilades, 26 estaven estudiant i 25 estaven classificades com a «altres inactius».

### Ingressos
El 2009 a Saint-Denis-le-Thiboult hi havia 185 unitats fiscals que integraven 502,5 persones, la mediana anual d'ingressos fiscals per persona era de 22.530 €.

### Activitats econòmiques
Dels 10 establiments que hi havia el 2007, 1 era d'una empresa de fabricació d'altres productes industrials, 4 d'empreses de construcció, 1 d'una empresa de comerç i reparació d'automòbils, 1 d'una empresa d'hostatgeria i restauració, 1 d'una empresa financera, 1 d'una empresa de serveis i 1 d'una empresa classificada com a «altres activitats de serveis».
Dels 3 establiments de servei als particulars que hi havia el 2009, 1 era un paleta i 2 fusteries.
L'any 2000 a Saint-Denis-le-Thiboult hi havia 10 explotacions agrícoles que ocupaven un total de 335 hectàrees.

## Equipaments sanitaris i escolars
El 2009 hi havia una escola elemental integrada dins d'un grup escolar amb les comunes properes formant una escola dispersa.

## Poblacions més properes
El següent diagrama mostra les poblacions més properes.